# Viaduc de Monts
Le viaduc de Monts est le pont par lequel la ligne ferroviaire de Paris-Austerlitz à Bordeaux-Saint-Jean franchit la vallée de l'Indre au point kilométrique 247+914 dans la commune de Monts (Indre-et-Loire).
À l'époque de sa construction entre 1845 et 1848, avec ses 59 arches en meulière, le viaduc est l'un des plus longs ponts de France : 708 ou 751 mètres selon les sources et ses plus hautes arches culminent à 20 m.

## Historique

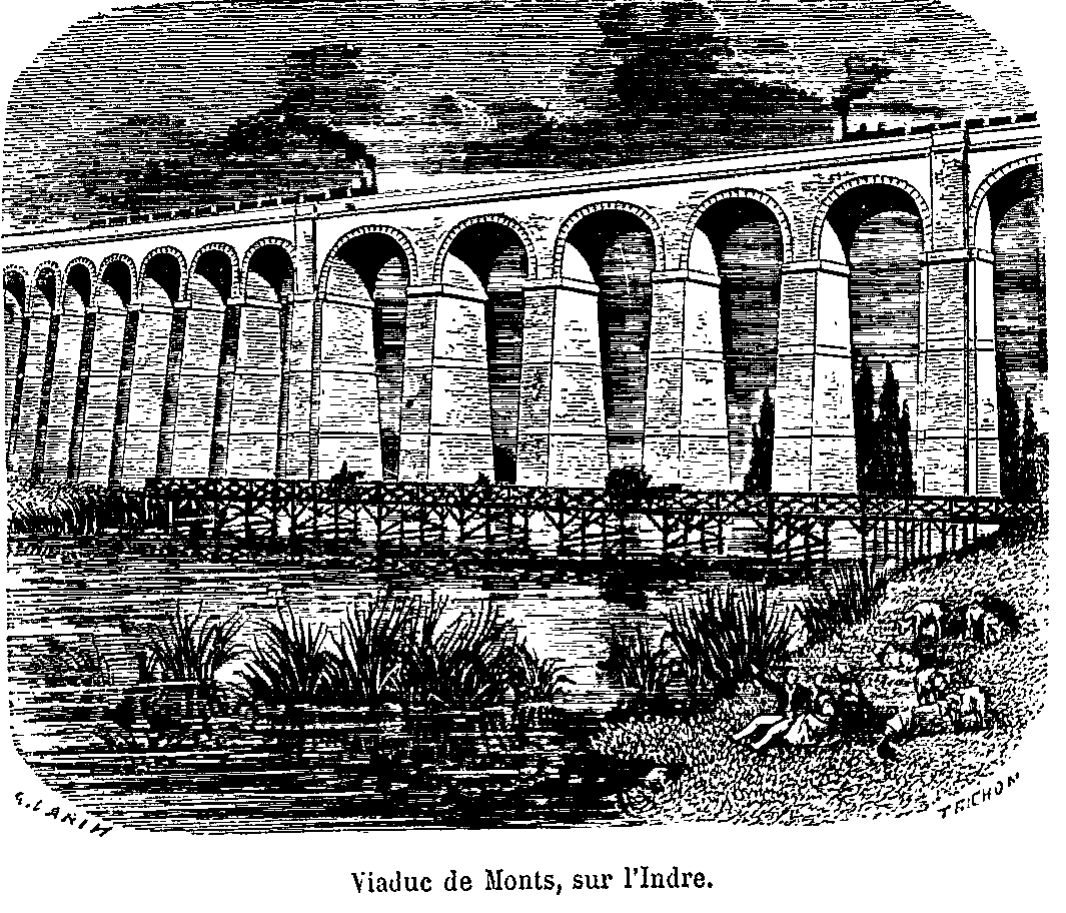
Le viaduc de Monts vers 1880 et, au pied, la passerelle provisoire sur l'Indre.

La construction du viaduc de Monts, sur la ligne ferroviaire de Paris à Bordeaux commence en 1845 sous la conduite de M. Morandière, mais les travaux sont ralentis par des crues de l'Indre et 1845 et 1846 ; les maçonneries de cet ouvrage d'art sont terminées fin 1848 — des carrières ouvertes dans les environs fournissent les matériaux nécessaires à la construction du noyau du viaduc ; ils sont acheminés sur le chantier grâce à un embranchement particulier — et les rampes d'accès en terre en 1850. La construction est marquée par plusieurs grèves des ouvriers montois réclamant de meilleures conditions de travail, voire le paiement de leur solde, ou exigeant le renvoi des ouvriers belges engagés à leurs côtés.
Le viaduc, dont le coût des travaux s'élève à cinq millions de francs, est inauguré le 1er juillet 1851 par le prince-président Louis-Napoléon Bonaparte alors que la ligne est déjà en service jusqu'à Poitiers depuis quelques semaines.

## Architecture

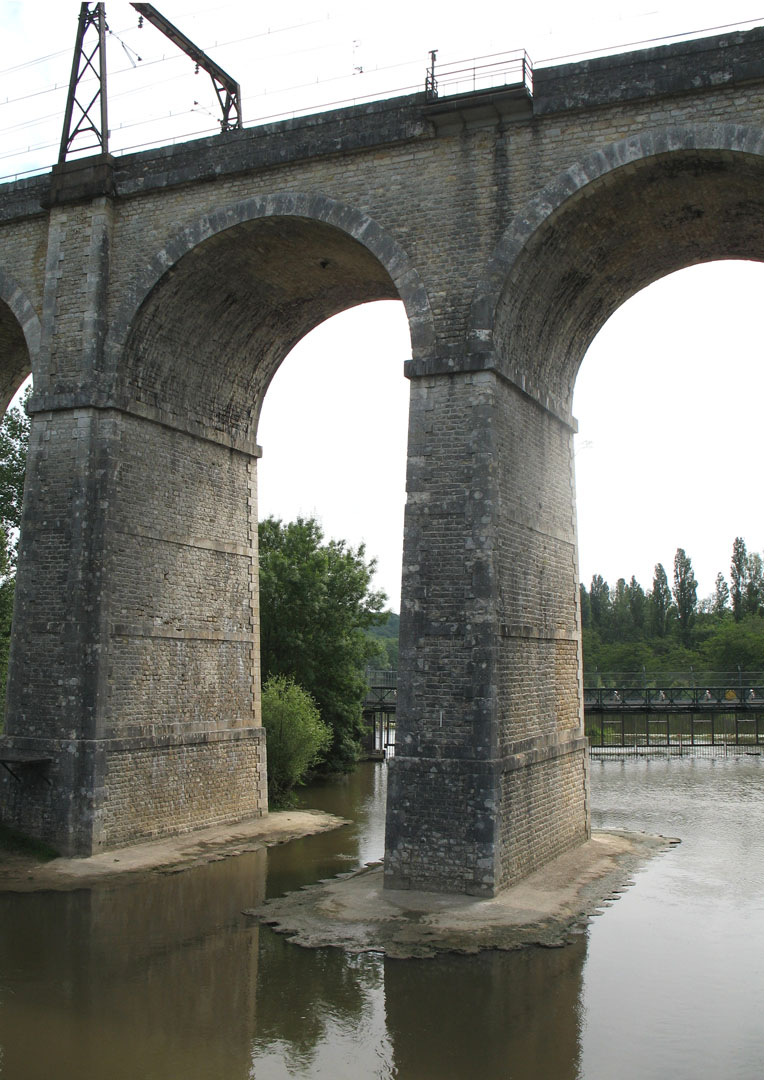
Détail de l'architecture.

Le viaduc en pierre, de 708 ou 751 m de long selon les sources, franchit la vallée de l'Indre par 59 arches de 9,80 m d'ouverture et de 20 m de hauteur en moyenne. Deux rampes en remblai assurent la jonction avec les coteaux de part et d'autre de la vallée. Ces remblais sont constitués par la terre extraites de tranchées dans le coteau, la pente de la voie ne devant jamais excéder 5 mm/m.
Le noyau en maçonnerie du viaduc est composé de moellons calcaires extraits d'une carrière de Joué-lès-Tours tandis que son parement est constitué de pierre de taille de Chauvigny, réputée pour ses qualités esthétiques. Le viaduc supporte une double voie, alimentée en courant continu 1,5 kV depuis le 2 août 1938.